# Canton de Saint-Héand
Le canton de Saint-Héand est une ancienne division administrative française située dans le département de la Loire et la région Rhône-Alpes.

## Géographie
Ce canton était organisé autour de Saint-Héand dans l'arrondissement de Saint-Étienne. Son altitude variait de 387 m (La Fouillouse) à 946 m (Marcenod) pour une altitude moyenne de 624 m.

## Représentation

### Conseillers généraux de 1833 à 2015
| Période | Période      | Identité                                   | Étiquette          | Qualité |
| ------- | ------------ | ------------------------------------------ | ------------------ | --- |
| 1833    | 1836         | Pierre de Prandière                        |                    | Juge de paix à Saint-Héand Propriétaire du château du Fournel à La Fouillouse                                                                                |
| 1836    | 1845         | Joannès Erhard Valentin Smith              |                    | Conseiller à la Cour royale de Riom |
| 1845    | 1852         | Nicolas Auguste Ravel de Malval            | Droite             | Propriétaire Maire de Saint-Héand (1841-1870 et 1871-1880), conseiller d'arrondissement                                                                      |
| 1852    | 1867 (décès) | Frédéric David                             |                    | Propriétaire Maire de La Fouillouse, conseiller d'arrondissement                                                                                             |
| 1867    | 1880         | Auguste Ravel de Malval                    | Droite             | Maire de Saint-Héand (1841-1870 et 1871-1880) |
| 1880    | 1898 (décès) | Lucien Thiollier                           | Droite             | Secrétaire général de la Chambre de Commerce de Saint-Étienne Maire de Saint-Héand (1882-1898)                                                               |
| 1898    | 1904 (décès) | Victor Gay                                 | Républicain rallié | Avocat, Député (1898-1902) |
| 1904    | 1931         | Louis Thiollier (fils de Lucien Thiollier) | Républicain Ind.   | Représentant de commerce Maire de Saint-Héand (1900-1939) |
| 1931    | 1940         | Jean Neyret                                | URD                | Médecin Député (1928-1932) Sénateur (1933-1941) Président du Conseil général (1934-1940) Nommé membre de la Commission administrative départementale en 1941 |
|         |              |                                            |                    | |
| 1945    | 1949         | Jean Pralong                               | UDSR-JR            | Historien, membre du Conseil supérieur du Travail Ancien adjoint au maire de Saint-Étienne (1945-1947)                                                       |
| 1949    | 1955         | Joseph Périchon                            | DVD                | Maire de Saint-Héand (1944-1955) |
| 1955    | 1967         | M. Bouteille                               | CNIP               | |
| 1967    | 1979         | Félicien Chabrol                           | DVD                | Maire de Sorbiers (1959-1989) |
| 1979    | 1997 (décès) | François Mathieu                           | UDF-Radical        | Chargé de mission au Crédit Agricole de la Loire Sénateur de 1988 à 1997                                                                                     |
| 1997    | 2015         | Bernard Philibert                          | UDF puis DVD       | Maire de Saint-Héand (1995-2014) Elu en 2015 dans le Canton de Sorbiers                                                                                      |

### Conseillers d'arrondissement (de 1833 à 1940)
| Période                                  | Période      | Identité                        | Étiquette   | Qualité |
| ---------------------------------------- | ------------ | ------------------------------- | ----------- | --- |
| 1833                                     | 1836         | M. Point                        |             | Négociant à Fontanès                                                                                        |
| 1836                                     | 1842         | M. Grubis de Lille              |             | Rentier à Saint-Étienne                                                                                     |
| 1842                                     | 1845         | Nicolas Auguste Ravel de Melval |             | Propriétaire, maire de Saint-Héand                                                                          |
| 1845                                     | 1852         | Frédéric David (1785-1867)      |             | Propriétaire, maire de La Fouillouse                                                                        |
|                                          |              |                                 |             | |
| 1870                                     |              | Étienne Guicherat               | Républicain | Notaire, maire de Fontanès                                                                                  |
|                                          |              |                                 |             | |
|                                          | 1908 (décès) | Jean-Marie Épitalon             |             | Maire de L'Étrat                                                                                            |
| 1908                                     |              | Antoine Épitalon                |             | Maire de L'Étrat                                                                                            |
|                                          |              |                                 |             | |
| 1931                                     | 1940         | Louis Soulier                   | URD         | Maire de Villars                                                                                            |
| 1940                                     |              |                                 |             | Les conseils d'arrondissement ont été suspendus par la loi du 12 octobre 1940 et n'ont jamais été réactivés |
| Les données manquantes sont à compléter. |              |                                 |             | |

## Composition
Le canton de Saint-Héand groupait neuf communes et comptait 28 193 habitants (recensement de 1999 sans doubles comptes).
| Communes               | Population (2012) | Code postal | Code Insee |
| ---------------------- | ----------------- | ----------- | ---------- |
| L'Étrat                | 2 663             | 42580       | 42092      |
| Fontanès               | 630               | 42140       | 42096      |
| La Fouillouse          | 4 390             | 42480       | 42097      |
| Marcenod               | 625               | 42140       | 42133      |
| Saint-Christo-en-Jarez | 1 766             | 42320       | 42208      |
| Saint-Héand            | 3 671             | 42570       | 42234      |
| Sorbiers               | 7 606             | 42290       | 42302      |
| La Talaudière          | 6 459             | 42350       | 42305      |
| La Tour-en-Jarez       | 1 261             | 42580       | 42311      |

## Démographie
| 1962   | 1968   | 1975   | 1982   | 1990   | 1999   | 2006   | 2007   | 2009 |
| ------ | ------ | ------ | ------ | ------ | ------ | ------ | ------ | ---- |
| 15 594 | 17 879 | 22 332 | 24 843 | 26 566 | 28 193 | 28 794 | 29 071 | -    |